# کونیکا مینولتا

ساختمان مرکزی کونیکا مینولتا

کونیکا مینولتا (به ژاپنی: コニカミノルタ)، شرکت الکترونیکی ژاپنی است، که در زمینه تولید تجهیزات اداری، ابزارهای هنرهای تجسمی، تجهیزات تصویربرداری پزشکی و ابزارهای اندازه‌گیری فعالیت می‌کند.
شرکت کونیکا مینولتا در سال ۲۰۰۳ از ادغام ۲ شرکت کونیکا و مینولتا تأسیس شد. دفتر مرکزی این شرکت در منطقه مارونواوچی، شهر چیودا، توکیو، ژاپن قرار دارد و بخشی از سهام آن در بازار بورس توکیو معامله می‌شود. 
شرکت نیپون لایف با ۲٫۲ درصد و جی‌پی مورگان چیس با ۲٫۲ درصد از سهام کونیکا مینولتا، بزرگترین سهام‌داران آن به‌شمار می‌آیند.